# 木村化工機
木村化工機株式会社（きむらかこうき、英: KIMURA CHEMICAL PLANTS CO.,LTD.）は、兵庫県尼崎市に本社を置く機械関連企業。

## 概要
主力事業は、化学プラントである。また、原子力関係機器にも進出し、タンク据え付けおよび配管工事も行っている。
東京証券取引所スタンダード市場に上場、証券コードは6378。

## 沿革
- 1924年11月 - 木村鉛工所を創業。
- 1939年4月 - 木村鉛鉄機械工業所に改称。
- 1950年6月 - 設立。
- 1958年11月 - 法人組織に改組、木村鉛鉄化学機械株式会社に改称。
- 1961年
  - 7月 - 大阪株式店頭市場に株式公開。
  - 10月 - 株式を大阪証券取引所市場第二部に上場。
- 1969年6月 - 木村化工機株式会社に商号変更。
- 1971年
  - 8月 - 大阪証券取引所市場第一部に指定替え。
  - 10月 - 東京証券取引所市場第一部に上場。
- 2016年6月 - 監査等委員会設置会社へ移行。
- 2022年4月 - 株式を東京証券取引所スタンダード市場に移行。

## 事業所
- 本社、尼崎工場 - 兵庫県尼崎市
- 静岡工場 - 静岡県富士市
- 愛媛工場 - 愛媛県伊予郡松前町
- 大分工場 - 大分県大分市